# 网络视听节目内容审核通则
《网络视听节目内容审核通则》是2017年6月30日由受国家新闻出版广电总局监管的中国网络视听节目服务协会颁布的用于规范网络视听节目审核的行业公约，对视频内容施加了众多的限制，提高了监管的力度。该通则宣称是为了提升网络原创节目品质，促进网络视听节目行业健康发展。该文件中要求视听节目“以人民为导向、以社会主义核心价值观为引领，传递正能量，讲好中国故事”。

## 历史
2012年，中国网络视听节目服务协会根据《中国网络视听节目服务自律公约》制定发布了《网络剧、微电影等网络视听节目内容审核通则》，而《网络视听节目内容审核通则》则是在前述文件的基础上，针对现状修订完成。2017年6月22日，国家新闻出版广电总局发布规定，要求新浪微博、AcFun等网站关闭视听节目，新浪微博因此关闭了15分钟以上的视频上传服务并声称会加强与人民日报、新华社等中央媒体的内容合作。

## 内容
《通则》中的「网络视听节目」包括网络剧、微电影、网络电影、影视类动画片、纪录片，文艺、娱乐、科技、财经、体育、教育等专业类网络视听节目，以及其他网络原创视听节目，并确立了两大内容审核原则：先审后播和审核到位。《通则》列出了8条完全禁止内容，以及10条须裁剪、删除的内容，包括不符合国情，宣传恐怖暴力易引发犯罪，渲染淫秽色情，侮辱和诽谤，恶搞英雄，泄露国家机密，有损国家形象，伤害民族、国家团结，宣传封建迷信和对未成年人有害的内容等，其中《通则》要求禁止炒作明星子女并要求真人秀节目减少明星的参与增加人民群众的参与。《通则》还要求坚持双百方针，努力传播体现当代中国价值观念、体现中华文化精神、反映中国人审美追求，思想性、艺术性、观赏性有机统一的优秀作品。

## 争议
《通则》中将同性恋与性变态、乱伦等共同列为「不正常的性关系」并将其放置于「渲染淫秽色情和庸俗低级趣味」段落下，禁止其出现在视听节目中。这个举措引起众多网友和群众的反对。微博认证为「中国首本公益性质同志资讯微杂志」的博主「同志之声」发文表达对《通则》的反对。其认为中华人民共和国「自2001年4月起，已将同性恋从《中国精神病障碍分类与诊断标准》中删除，同性恋如今属于正常的性倾向之一，同性恋性关系、性行为与异性恋性关系、性行为一样，同属正常的关系和行为，不应受到区别对待。」